# Wohnplatz von Meppen-Emslage
Der mesolithische Wohnplatz von Meppen-Emslage liegt im Versener Moor, einem Teil des Bourtanger Moores, westlich von Meppen im Emsland in Niedersachsen.

## Fundgeschichte
Der 1980 bei der Moorkultivierung angeschnittene Wohnplatz des Mesolithikums wurde 1984 sondiert und zwischen 1985 und 1988 auf einer Fläche von vorerst einmal 250 m² ausgegraben. Er liegt auf einem von Kiefernstubben und Moorschichten überlagerten Sandrücken.
Von den etwa 3000 Artefakten sind etwa 20 % krakeliert, d. h. mit Rissbildungen versehen. Das Material besteht primär aus Klingen, Abschlägen und Kernen. Der Anteil retuschierter Artefakte liegt etwa bei sechs Prozent. Neben Kratzern, Rückenmessern und Sticheln wurden etwa 50 Mikrolithen gefunden. Darunter langschmale und sehr kleine Dreiecke (etwa 5 mm), Vierecke und Bruchstücke von Lanzettspitzen.
Von besonderem Belang sind mehrere ovale Gruben von etwa 3 m Durchmesser und 1,5 m Tiefe. Möglicherweise handelt es sich um Reste eingetiefter Behausungen im damals noch nicht vermoorten Boden.
Nach dem pollenanalytischen Befund und dem Mikrolithenspektrum gehört der Wohnplatz ins Atlantikum bzw. Spätmesolithikum (5000–4000 v. Chr.).